# ボディスラム

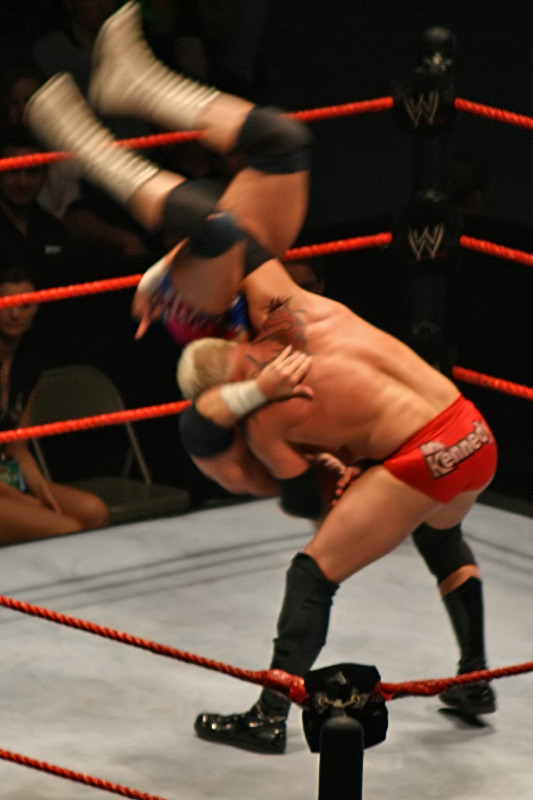
ケン・ケネディによるボディスラム。

ボディスラム（Bodyslam）は、プロレスで用いられる投げ技の一種である。日本名は抱え投げ（かかえなげ）。

## 手順等
自分の利き手を相手の股間から差し入れるようにして体もしくはタイツを掴み、もう片手は相手の肩口や首元を掴む。この状態から利き手側を上げて相手をひっくり返すようにして抱え上げて前方へと投げ落として相手を背面から落とす。
プロレスにおける基本的な技の一つである。技をかける側の技術が未熟な場合は相手が受身が取れない角度で頭から落としてしまう可能性がある。スタン・ハンセンはブルーノ・サンマルチノにこの技で急角度で落下させ首を骨折させてしまった。
現在ではボディスラムで試合の勝敗が決することはなく、試合の中での「つなぎ」に用いる技という位置づけになっているが、1960年代までは試合の勝敗を決める技（フィニッシュ・ホールド）と成り得る技であった。また、巨漢レスラーをこの技で投げることで、投げた側のレスラーとしての名声が高まる事もあった。
アンドレ・ザ・ジャイアントは投げることが最も困難なレスラーの1人だったが、全盛期である1970年代後半から1980年代中盤にかけては、ハーリー・レイス、アントニオ猪木、ハルク・ホーガン、ハンセン、ブラックジャック・マリガン、カマラ、カネック、長州力、オットー・ワンツなどがボディスラムを成功させている。
「相手をボディスラムで投げれば勝ち（または賞金を獲得）」という試合形式は「ボディスラム・マッチ」などと呼ばれている。巨漢レスラーが対象になることが多く、1981年10月25日にはホーガン対ジェリー・ブラックウェル戦、1983年10月11日にはホーガン対イライジャ・アキーム戦、1985年2月5日と2月6日には猪木対キングコング・バンディ戦、3月31日のレッスルマニア（第1回大会）ではアンドレ対ビッグ・ジョン・スタッド戦で行われた。バトルロイヤルのルールでも用いられることがあり、1982年6月4日にはアンドレがバグジー・マグローらを投げて優勝した。
総合格闘技の試合においてもKO技として使われることがある。

## 派生技
パワースラム
スクープ・サーモンとも呼ばれている。相手をロープに振り、帰ってきた際の反動を利用して巻き込むように叩きつける。
テッド・デビアスもしくはアルビン・スミス（アーウィン・スミス）が元祖とされており、ロード・ウォリアー・アニマルやビッグバン・ベイダー、スコット・ノートンなど巨漢パワーファイターが好んで使用。日本人の使い手では佐々木健介や谷津嘉章がいた。ポール・オーンドーフ、バズ・ソイヤー、ロン・シモンズ、ランディ・オートンなども使用。叩きつけた後に、その体勢のままフォールを狙うことも可能であるためフィニッシュ・ホールドとしても使用されている。
リフトアップ・スラム
ミリタリー・プレスとも呼ばれている。相手の懐に身体を潜り込ませて胸部と腹部に、それぞれ両手を添えながらバーベルの様に相手の身体を頭上へと持ち上げた後に相手の身体を背中から叩きつける。ロード・ウォリアーズのフェイバリット・ムーブで日本ではウォリアーズ・リフトとも呼ばれていた。
パワーファイターが腕力をアピールするために好んで使用する技であり、ケン・パテラ、トニー・アトラス、デイビーボーイ・スミス、パワー・ウォリアー、マーク・ヘンリー、スティーブ・ウィリアムス、ザ・ビッグガンズ、ダグ・ファーナスなどが代表的な使い手。
ゴリラ・プレス・スラム
前述のリフトアップ・スラムの要領で相手の身体を頭上まで抱え上げて相手の身体を支えていた両手を離して、うつ伏せの状態で相手の身体を叩きつける。
アルティメット・ウォリアーが主な使い手。使い手によって、前方か後方かで投げ落とす方向が異なっていたり、ライバックやバッドラック・ファレのように走り込んでくる相手の懐に身体を潜り込ませて一気に頭上まで持ち上げながら落とす型も存在する。
デッドリー・ドライブ
雪崩式リフトアップ・スラムとも呼べる技でコーナーポスト上からダイビング技を仕掛けようとする相手を制して相手の体に両手を添えて投げ落とす。
使い手よりも受け手の定番ムーヴになる傾向があり、ハーリー・レイス、リック・フレアー、永源遙がコーナーに登ると、ほぼ決まってデッドリー・ドライブで反撃を受けていた。
パンプハンドル・スラム
立っている相手の背後に立ち、相手の片腕を相手の股間を通して自らの片手で相手の手首を掴み、コブラツイストのように相手のもう片方の腕の下から自分の片腕を通して相手の首の後ろに回した体勢（リストクラッチ・コブラツイスト）から、相手を逆さまに上方へ担ぎ上げて背面から落とす。手首を固定されているので受け身が取り難い。
ジェリー・サッグス、マーク・カンタベリー、テスト、ウェイド・バレットなどが使用。
派生技にパンプ・ハンドルで持ち上げてオクラホマ・スタンピードのように体を浴びせて落とすメルトダウン（ブライアン・クラーク）などがある。
ストレッチ・バスターとも呼ばれてスコット・スタイナーが考案したストレッチ・ボムの派生技である。
リバース・ボディスラム
相手の背後からボディスラムの要領で組み付いて仕掛ける。
前方に放り投げるタイプを志賀賢太郎がSSS（スパイラル・シガ・シューター）、T-hawkがウラジゴクの名称で使用。
リバース・パワースラム
相手の体を表裏逆向きで後方へと反り投げるパワースラム。
後藤洋央紀は持ち上げた相手を、ゆりかごを揺らすように左右にスイングして放つ技を裏昇天の名称で、正面に放りながら立てた膝に相手の顔面を打ち据えるタイプをリバース牛殺しの名称で、菊地毅はリバース・ボディスラムで落ち上げた状態からパワーボムのように落とす火の玉ボムを、それぞれ使用。
ワンハンド・ボディスラム
ゴリラ・スラム、ワンハンド・スラムとも呼ばれている。抱え上げた後に相手の頭側のクラッチを解き片腕のみで叩き付ける。ブルーザー・ブロディが得意技としていた。パワーファイターが腕力をアピールするには、うってつけの技だが見た目以上に高難度の技であるともいわれている。
ハイアングル・ボディスラム
相手を抱え上げた後、肩の上に乗せるようにした状態から勢いを付けて叩きつける。代表的な使い手はハルク・ホーガン、アンドレ・ザ・ジャイアント。日本人選手ではジャンボ鶴田、田上明が使用。最近の選手ではビル・ゴールドバーグが、このスタイルのボディスラムを使う。
女子式ボディスラム
全女式ボディスラムとも呼ばれている。通常のボディスラムとは異なり、ブレーンバスターと同じ形のクラッチから持ち上げて（ブレーンバスター・スラムほど高く抱え上げず、相手を垂直の状態で静止させない）空中で通常のボディスラムと同様の持ち方に変えて背面から相手を落とす。
全日本女子プロレス出身女子レスラーのほとんどは、この方法を用いたため、全女式の通称も全日本女子の略称に由来。後年は他団体の女子レスラーも使用することから女子式の名称で呼ばれる事が多い。この形で投げる理由は諸説あるが、この形のほうが比較的非力な女子レスラーでも持ち上げやすいこと等が一因とされている。
ノーザンライト・ボム
北斗ボムとも呼ばれている。北斗晶のオリジナル技。ボディスラムで抱え上げている体勢から、そのまま自ら体を捻りながら横方向へ倒れ込み、同時に相手を頭部から叩きつける。
北斗は後に夫の佐々木健介に直接伝授している。プロレスリング・ノア参戦後の佐野巧真もフィニッシュ・ホールドとしている。アル・スノーのスノー・プラウも同型の技である。新日本プロレスの内藤哲也はバレンティアの名称で変形ノーザンライト・ボムを使用。
受身がとれない危険な技のため、相手の技量によって落とす角度をある程度調整する。また、相手の頭部を自分の腋へ抱え込んでかけて負担を軽くする場合もある。ヘビー級男子レスラーが使う場合は主に垂直落下式ブレーンバスターのフォームから落とす健介式で行うことが多く、前述の北斗式とは違うと北斗は語っている。
ギロチン・ホイップ
ハイアングル・ボディスラムの要領で担ぎ上げた後に相手の前面を下にした向きで前方へ放り投げてトップロープに喉元をぶつける。場外戦においては、ロープの代わりに鉄柵上部に喉をぶつける形態も使用された。1990年代、全日本プロレスにおいてジャンボ鶴田、田上明、渕正信らが好んで使用。特に菊地毅のような軽量級選手が犠牲になることが多かった。
スタン・ガン
コーナーポストへ顔面をぶつける形のギロチン・ホイップ。上記のギロチン・ホイップを得意技とする選手がバリエーションとして使用した他にストーン・コールド・スティーブ・オースチンが、この技をベースにスタナーを開発。
オクラホマ・スタンピード
相手を抱え上げるまでは同じだが、そこから相手を叩きつける際に自分の体を浴びせるようにして相手を押しつぶす。2、3歩走ってから叩きつけることが多い。主な使用者はビル・ワット、スティーブ・ウィリアムス、吉江豊、ボビー・ラシュリー。
みちのくドライバーII
TAKAみちのくのオリジナル技。厳密にはパイルドライバーの派生技であるがボディ・スラムの要素が盛り込まれている。
ビッグ・エンディング
ビッグ・E・ラングストンのオリジナル技。フロント・パワースラムの体勢からダイヤモンド・カッターへと移行する。
ツアー・オブ・ジ・アイランド
ジェフ・コブのオリジナル技。相手をロープに振り戻ってきたところを抱え込みパワースラムで投げるかと思いきや半回転で静止し、そこから力任せに反対方向へ回転しながら投げる変形パワースラム。G1 CLIMAX 32では、最重量のバッドラック・ファレや、元鈴木軍で高身長のランス・アーチャーをこの技で仕留めることにも成功した。
スウィンギング・パワースラム
ジェフ・コブのオリジナル技。相手の小股に腕を差し込みながら抱え上げ、そのままパワースラムとは逆方向に回転しながら、体重を浴びせるように叩きつける。